# Lipasa endotelial
La lipasa endotelial (LE) es una enzima formada por 482 aminoácidos que pertenece a la familia de las lipasas y es sintetizada por las células endoteliales, aunque también se expresa en otros tipos de células. Su acción principal es provocar la hidrólisis de los fosfolípidos presentes en los quilomicrones y las diferentes lipoproteínas de la sangre. La diferencia estructural que presenta con respecto a los otros miembros de la familia de las lipasas se encuentra en el sitio de unión a sustratos, es decir la región de la proteína que otorga la especificidad de sustrato, determinando que su actividad principal sea sobre fosfolípidos y en menor sobre triglicéridos. Esta característica la diferencia de otras lipasas como la lipoproteinlipasa y la lipasa hepática.

## Historia
En 1999, dos grupos de investigadores descubrieron simultáneamente en un cultivo de células endoteliales de cordon umbilical humano la lipasa endotelial, un nuevo miembro de la familia de las lipasas que hasta entonces estaba formado por la lipasa pancreática, la lipasa hepática y la lipoproteinlipasa.

## Función
La lipasa endotelial hidroliza sobre todo los fosfolípidos de las HDL, por lo que
se considera el principal regulador de la concentración plasmática de esta lipoproteína, también hidroliza los fosfolípidos de las LDL, pero su afinidad por las LDL es mucho menor. Por este motivo su acción final es reducir los niveles de HDL en sangre y por lo tanto favorece la aparición de aterosclerosis.